# Entity (videogioco)
Entity è un videogioco per Amiga del 1993 pubblicato da Loriciel. Il gioco è di tipo hack 'n slash a piattaforme, con una ragazza prorompente come personaggio principale. In seguito fu convertito anche per piattaforma PC.

## Trama
Il gioco è presentato come se fosse un film al cinema. Milgram il saggio è sparito, egli insieme ad altri quattro saggi vegliavano in pace sui Cinque mondi conosciuti da ben 420 anni. Dopo una grande guerra rinchiusero Entity, il padrone del male, in un monolito di granito. Molti anni passarono da questi eventi, ed Entity riesce a fuggire dalla sua prigione situata sul pianeta Xeres. Milgram deve cercare una ragazza sulla Terra nella quale si è reincarnata la sua vecchia moglie Anthemis, solo lei può salvare i Cinque mondi. La ragazza viene rapita suo malgrado e teletrasportata all'inizio del primo livello.

## Modalità di gioco
Anthemis per completare la sua missione dovrà superare Cinque livelli ambientati in Pianeti diversi. Per distruggere Entity bisogna costruire una super arma, e per fare questo in ogni livello bisogna recuperare un cristallo energetico. Recuperando delle pergamene lasciate da Milgram in ogni livello, si potrà sapere come recuperare il cristallo nascosto. Come arma Anthemis ha a disposizione dei bracciali magici, in grado di generare uno sparo di energia.

### Armi
Tutte le armi sono potenziabili fino a tre volte
- Sparo normale
- Laser
- Thundershock (a ricerca automatica)
- Sparo rotante (utilizzabile solo nello scontro finale)